# Thomas Røll Larsen
Thomas Røll Larsen (født 12. marts 1977) er en tidligere professionel dansk fodboldspiller. Han fik sit gennembrud i Silkeborg IF og spillede senere for FC København, FC Midtjylland, Vejle BK og Viborg FF. Han her desuden spillet 8 landskampe for Danmark og scoret et enkelt mål. I dag er han efterskolelærer, på Levring Efterskole, og fra indgangen til sæsonen 2018/2019 også cheftræner for Skive IK.
Han har tidligere været spillende assistenttræner for Kjellerup IF i 2. division. 

## Karriere
Røll fik sin første kontrakt i 1996 hos Silkeborg Idrætsforening og spillede der i 5 år, hvorefter han skiftede til FC København og var på kontrakt i 5 sæsoner. I foråret 2005 var han "hjemme" i Silkeborg på et kort lejeophold . 
Siden debuten hos FC København i 2001 opnåede han at spille 127 kampe, og er noteret for 26 mål.
Thomas Røll debuterede for ligalandsholdet i år 2001, og på A-landsholdet i 2002, hvor han har spillet 8 landskampe og scoret et mål.
Han blev præsenteret som ny spiller hos FC Midtjylland 12. juni 2006, men pga. en skade i achillessenen debuterede han først i forårspræmieren den 10. marts 2007 mod Vejle Boldklub – en kamp hvor han kom ind fra bænken og scorede et mål.
I 2008 spillede Røll på en lejekontrakt i Vejle Boldklub  og var en del af et hold, der pointmæssigt blev det mest suveræne hold i 1. division nogensinde. I Superligaen kunne Røll dog ikke længere bidrage tilstrækkeligt til Vejles hold og han blev derfor returneret til FC Midtjylland i vinterpausen. Men i FCM var Røll ikke en del af fremtiden, og han blev bedt om at finde en ny klub . 
Han skiftede til Viborg FF i februar 2009  på en kontrakt gældende til 30. juni 2010 . 
Torsdag den 11. juni 2009 offentliggjorde Thomas Røll, at han stoppede karrieren efter 14 år på topniveau .

### Kjellerup IF
Efter at have været rygtet til både Holstebro BK og FC Hjørring, valgte Thomas Røll i februar 2011 at genoptage karrieren hos det daværende Danmarksseriehold, Kjellerup Idrætsforening fra hjembyen Kjellerup.  I sommeren 2011 rykkede holdet for første gang op i 2. division.

## Eksterne Henvisninger
1. 1 2  Weng, Helge (2011-02-15). "Thomas Røll har valgt Kjellerup IF". Midtjyllands Avis. Hentet 8. juni 2011.{{cite news}}:  CS1-vedligeholdelse: url-status (link)
2. ↑  Thomas Røll vender hjem til det midtjyske Berlingske Tidende, 25. februar 2005
3. ↑  Thomas Røll til Vejle DR Sporten, 31. januar 2008
4. ↑  FCM fyrer Thomas Røll (Webside ikke længere tilgængelig) Tipsbladet, 11. januar 2009
5. ↑  Røll skifter til Viborg DR Midt/Vest, 2. februar 2009
6. ↑  Røll's profil Arkiveret 21. juni 2009 hos  Wayback Machine – Viborg FF – officiel site
7. ↑  Tidligere FCK’er stopper efter 14 år – TotalBold.dk, 11. juni 2009